# Eric Gillis
Eric Gillis, né le 8 mars 1980 à Antigonish, est un athlète canadien, spécialiste des courses sur route,
En 2016, il termine 10e du marathon aux Jeux olympiques de Rio.